# Pedro Rodrigues Filho

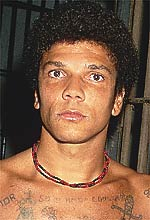
Pedro Rodrigues Filho, 1991

Pedro Rodrigues Filho, auch bekannt als Pedrinho Matador  (* 17. Juni 1954 in Santa Rita do Sapucaí; † 5. März 2023 in Mogi das Cruzes), war ein brasilianischer Serienmörder, der 70 Menschen, darunter seinen Vater, ermordete und dafür zu einer 128-jährigen Gefängnisstrafe verurteilt wurde. Er selbst gab an, über 100 Menschen getötet zu haben.

## Leben
Rodrigues wurde auf einer Farm in Santa Rita do Sapucaí in Brasilien geboren. Sein Schädel war aufgrund der Misshandlung seiner Mutter während der Schwangerschaft deformiert. Nach eigenen Angaben empfand er zum ersten Mal den Drang zu töten, als er 13 Jahre alt war und mit seinem älteren Cousin kämpfte, den er unter eine Zuckerrohrpresse stieß und so beinahe umbrachte. Im Alter von 14 Jahren ermordete er dann den Vizebürgermeister der Stadt Alfenas, da dieser Rodrigues’ Auffassung nach seinen Vater schlecht behandelt hatte. Kurz darauf ermordete er auch einen Kollegen seines Vaters.
Daraufhin reiste Rodrigues nach São Paulo, wo er Raubüberfälle beging und eine Fehde mit Drogenhändlern begann, von denen er mindestens zehn ermordete. Als er im Gefängnis saß, traf er auf seinen Vater, der seine Mutter mit einer Machete ermordet hatte. Aus Rache erschlug er ihn und schnitt ihm das Herz aus der Brust.
Insgesamt ermordete er im Gefängnis 47 weitere Insassen.
Am 24. April 2007 wurde Rodrigues vorzeitig aus dem Gefängnis entlassen. 2011 wurde er zu einer erneuten Gefängnisstrafe wegen Freiheitsberaubung verurteilt, aus der er 2018 nach sieben Jahren Haft vorzeitig entlassen wurde. Daraufhin betätigte er sich als YouTuber. Inhaltlich beschäftigte er sich auf seinem Kanal hauptsächlich mit kriminologischen Themen.
Am 5. März 2023 wurde Rodrigues in Mogi das Cruzes von zwei Maskierten vor der Haustür eines Familienangehörigen erschossen.